# Helicópteros del Sureste
Helicópteros del Sureste S.A. ist ein spanisches Unternehmen für den Hubschrauberflugverkehr mit Sitz in Alicante.

## Geschichte
Helicópteros del Sureste wurde 1983 gegründet und war das erste Hubschrauberunternehmen in Spanien, das planmäßige Passagierflüge im Liniendienst mit dem IATA-Code UV durchführte.  Helicópteros del Sureste  bedient seit 1996 im Liniendienst die Strecken Heliport Ceuta in Nordafrika  zum Flughafen Málaga. Die jährlichen Passagierzahlen lagen im ersten Jahr bei rund 20.000 Passagieren. Seit 2010 wird auch der Helipuerto de Algeciras im Liniendienst angeflogen.  Helicópteros del Sureste ist auch der Betreiber des Helipuerto de la Cartuja  in Sevilla seit der Expo 1992.
Für die Regierungsbehörden fliegt Helicópteros del Sureste Einsätze zur Waldbrandbekämpfung und im Katastrophenschutzfall.

## Kapitalbeteiligung
2003 gründete Helicópteros del Sureste gemeinsam mit Helicsa Helicópteros  die INAER-Gruppe. Seit diesem Jahr hat Helicópteros del Sureste den „On-Shore“ Part im Flugdienst der INAER übernommen und betreibt auch den Notarzthubschrauber in der Provinz Sevilla. Die INAER-Gruppe betreibt international eine Flotte von rund 305 Hubschraubern und beschäftigt weltweit rund 1400 Mitarbeiter.